# Die Zukunft
Unter dem Titel Die Zukunft erschienen in Wien zwei revolutionäre sozialdemokratische Zeitschriften mit anarchistischer Ausrichtung im Zeitraum von 1879 bis 1884 und von 1892 bis 1896.

## Die Zukunft (1879–1884)
Am 4. Oktober 1879 wurde Die Zukunft als wahrscheinlich erste sozialistische Zeitschrift mit anarchistischer Tendenz in Wien gegründet als Organ der Sozialdemokratischen Arbeiterpartei Österreichs. Sie war ein Publikationsforum für die Radikale Arbeiterpartei (RAP), integriert in die österreichische Sozialdemokratie. Die verschiedenen Untertitel: Sozialdemokratisches Organ, Zentralorgan der sozialdemokratischen Arbeiterpartei Österreich und Organ der revolutionären Sozialisten Österreichs wurden bewusst gewählt, um die Begriffe Anarchismus und anarchistisch zu vermeiden. 1881 wurde mit dem Redaktionsmitglied Josef Peukert mehr ein anarchistischer Standpunkt vertreten, was einzelne Artikel deutlich zum Ausdruck brachten. Die Herausgeber wechselten ständig. Unter ihnen waren Josef Hybes, Franz Motz, Anton Christoph, Franz Gams und Johann Rismann (der später ebenfalls einer der Herausgeber von Die Zukunft, 1894) wurde. Wie ebenfalls bei der später erschienenen gleichnamigen Zeitschrift wurden auch in dieser Zeit viele Ausgaben konfisziert. Die Herausgeber von Die Zukunft waren gezwungen, ganze Spalten in den Auflagen ohne Text zu lassen und mit dem Wort „konfisziert“ zu kennzeichnen.
Nach den Attentaten von Hermann Stellmacher und Anton Kammerer auf Polizeidetektive erteilte das Parlament im Januar 1884 der Polizei eine Vollmacht, verdächtige Personen ohne jegliche Begründung auszuweisen sowie Versammlungen und Zeitschriften zu verbieten, darüber hinaus Briefe zu öffnen. Am 24. Januar 1884 wurde die Zeitschrift gemeinsam mit der tschechischen Dělnické Listy unterdrückt. Um Die Zukunft in Ungarn weiterhin erscheinen zu lassen, wurde die Redaktion nach Budapest verlegt, um sie dann nach Österreich zu schmuggeln. Aufgrund einiger Verhaftungen im März 1884 erschien nur eine Ausgabe die direkt beschlagnahmt wurde. Die bis dahin starken radikalen und sozialrevolutionären Kreise wurden durch die Festnahme vieler Aktivisten und das Verbot von Die Zukunft entscheidend geschwächt.

## Die Zukunft (1892–1896)
Als Nachfolger der Zeitschrift Die Arbeit wurde am 27. August 1892 erneut eine Publikation unter dem Titel Die Zukunft publiziert. Als Parteizeitschrift der Unabhängigen Sozialisten war sie ein Forum für wirtschaftliche, politische und kulturelle Erörterungen und nach Max Nettlau eine Zeitschrift in der die anarchistischen Ideen theoretisch offen besprochen wurden (M. Nettlau, Geschichte der Anarchie). Unter den Herausgebern waren Josef Lax (Klagenfurt), Ferdinand Barth (Wien) und Johann Rismann (bereits Mitherausgeber von Die Zukunft 1879). In einer Auflage von 2000 Exemplaren erschien das Blatt zweimal im Monat. Obwohl der Untertitel Sozialistische Monatsschrift lautete und nicht direkt auf die Bezeichnung anarchistisch deutete, wurden fast alle Ausgaben konfisziert. Der Redakteur Samuel David Friedländer wurde nach Erscheinen einer Chicago–Gedenkausgabe, Nr. 6 vom 12. November 1892, verhaftet und zu 18 Monaten Gefängnis verurteilt und aus Niederösterreich ausgewiesen. Das gleiche Schicksal erlitt der Mitherausgeber Cajatan Valenci. Aufgrund mehrerer kritischer Artikel bekam er sechs Monate Gefängnis und Ausweisung aus Wien. Bereits 1884 wurden rund 500 Aktivisten aus der Arbeiterbewegung verhaftet oder ausgewiesen. Dies blieb nicht ohne Folgen für die neue Zeitschrift. Verschiedene Personen wurden als sogenannte „Redakteure“ eingesetzt mit der Konsequenz eine Gefängnisstrafe zu erhalten. Die Partei der Unabhängigen Sozialisten und ihr Sprachorgan Die Zukunft waren Zentralstellen in der österreichischen Arbeiterbewegung zur deutlichen Abgrenzung gegenüber einer staatlichen Sozialdemokratie.
Zur Unterstützung und Information verlegten die Unabhängigen Sozialisten noch weitere Zeitschriften. In Salzburg die Allgemeine Zeitung; in Graz die Freiheit–Graz; Volne Listy in tschechischer Sprache in Wien und in jiddisch die Arbeiterstimme.

## Die Zukunft (Philadelphia 1884–1885)
Die Zukunft, Vereinigte Gruppen der Internationalen Arbeiterassoziation von Philadelphia und Umgebung. Organ der anarchistischen Opposition gegen Johann Most. Hrsg.: Henry Grau, Philadelphia (USA); erschienen von Februar 1884 bis Februar 1885.